# 495 Productions
495 Productions es un compañía productora televisiva estadounidense enfocada a los reality shows fundada en 2006 y cuya presidenta y fundadora es Sally Ann Salsano.
El nombre de la compañía se debe a la autopista que pasa por la ciudad natal de Salsano en Farmingdale, Long Island, Nueva York, la Interestatal 495. El logotipo de la empresa es un escudo de dicha vía, pero con la palabra Productions, en lugar de "Interstate".
El salario promedio por empleo en 495 Productions es de 43,000 dólares.

## Producciones

### Reality Shows
- Tool Academy (2009)
- A Double Shot at Love with the ikki twins (2008)
- Paris Hilton's My New BFF (2008)
- A Shot at Love II with Tila Tequila (2008)
- That's Amore (2008)
- The Big Party Plan-Off (2007)
- A Shot at Love with Tila Tequila (2007)
- HGTV Design Star: Design Star: Las Vegas (2007)
- HGTV Design Star (2006)
- Nashville Star (2003)
- Jersey Shore (2009 - actualmente)
- Dance Your Ass Off (2009)
- More To Love (2009)
- Disaster Date (2009 - actualmente)
- Floribama Shore (2017 - actualmente)

### Suplementos
- More Amore (2008)
- A Shot at Love: The Hangover (2007)
- Making of an HGTV Design Star (2006)

### Otros
- Tila Tequila's New Year's Eve Masquerade 2008 (2008)